# الحثرور
الحثرور قرية سعودية، تتبع مركز شعر من محافظة تربة في منطقة مكة المكرمة.

## الوصف
تبعد القرية عن المركز 55 كم باتجاه الشمال الغربي، نوع الطريق وعر. أقرب مدينة أو قرية بها تعليم هي شعر التي تبعد 55 كم. أقرب مدينة أو قرية بها صحة الحشرج. الخدمات العامة: كهرباء وهاتف.